# 梅安巴爾
梅安巴爾（西班牙語：Meámbar），是洪都拉斯的城鎮，位於該國中西部，由科馬亞瓜省負責管轄，面積408.3平方公里，海拔高度488米，2001年人口9,908，人口密度每平方公里24.27人。
14°47′N 87°46′W / 14.783°N 87.767°W